# Günter Gräwert
Günter Gräwert (22 de agosto de 1930 - 29 de abril de 1996) fue un actor y director cinematográfico y televisivo de nacionalidad alemana.

## Biografía
Nacido en Klaipėda, Lituania, tras graduarse en la escuela secundaria de Schwabing, completó estudios de pintura en la Academia de Bellas Artes de Múnich y se formó como actor en Stuttgart. Tras ello encontró trabajo como actor en diferentes teatros, entre ellos la compañía Berliner Ensemble de Bertolt Brecht y el Teatro de Cámara de Múnich. 
Más adelante inició tareas de producción, edición y cámara, así como de dirección, actividad que fue el centro de su carrera pasado el tiempo. Entre sus escasas producciones cinematográficas figuran Zwei Whisky und ein Sofa, con Maria Schell, y Vorsicht Mister Dodd, con Heinz Rühmann.
Sin embargo, Gräwert tuvo una abundante actividad como director y guionista televisivo. Dirigió películas documentales, telefilmes como Ein deutsches Attentat, y numerosos episodios de series como Tatort, Polizeiinspektion 1, Der Mann ohne Schatten, Der Alte y Derrick. En algunas entregas de la última de ellas fue actor invitado. También fue director de la serie Kara Ben Nemsi Effendi, basada en historias de Karl May, y actor en la sátira Das Wunder des Malachias.
Günter Gräwert falleció el 29 de abril de 1996, mientras viajaba en coche desde Husum a Hamburgo, a causa de un infarto agudo de miocardio.

## Filmografía (selección)

### Director
- 1961 : Die Zukunft ist fällig (también guionista)
- 1962 : Der Abstecher (TV, también guionista)
- 1963 : Die zwölf Geschworenen (TV)
- 1963 : Zwei Whisky und ein Sofa
- 1964 : Vorsicht Mister Dodd
- 1965 : Onkelchens Traum (TV)
- 1965 : Die selige Edwina Black (TV)
- 1965 : Die seltsamen Methoden des Franz Josef Wanninger (serie TV, 12 episodios)
- 1966 : Üb immer Treu nach Möglichkeit (serie TV, 13 episodios)
- 1967 : Tragödie in einer Wohnwagenstadt (TV)
- 1967 : Ein Fall für Titus Bunge (serie TV, 13 episodios)
- 1967 : Der Röhm-Putsch (TV)
- 1968 : Kinder des Schattens (TV)
- 1968 : Der Eismann kommt (TV)
- 1968 : Der Senator (TV)
- 1969 : Das große Los (TV)
- 1969 : Reise nach Tilsit (TV, también guionista)
- 1969 : Spion unter der Haube (TV)
- 1970 : Maximilian von Mexiko (TV)
- 1970 : Kinderehen (TV)
- 1971 : Heißer Sand (TV)
- 1971 : Das große Projekt (TV)
- 1971 : Die Weber (TV)
- 1971 : Miks Bumbulls (TV)
- 1971 : Der trojanische Sessel (TV)
- 1972 : Tatort (serie TV), episodio Rattennest
- 1972 : Der Illegale (miniserie TV, 3 episodios)
- 1973 : Liebe mit 50 (TV)
- 1973 : Steig ein und stirb (TV)
- 1973–1975 : Kara Ben Nemsi Effendi (serie TV, 26 episodios, también guionista)
- 1974 : Tausend Francs Belohnung (TV, también guionista)
- 1974 : Tod in Astapowo (TV)
- 1975 : Ein deutsches Attentat (TV)
- 1976 : Hans und Heinz Kirch (TV)
- 1976 : Tatort (serie TV), episodio Transit ins Jenseits (también guionista)
- 1976 : Rosaura kam um zehn (TV)
- 1977 : Tatort (serie TV), episodio Wer andern eine Grube gräbt …
- 1978 : Der Alte (serie TV), episodio Die Kolonne
- 1978 : Tatort (serie TV), episodio Sterne für den Orient (también guionista)
- 1979 : Jauche und Levkojen (serie TV, 15 episodios)
- 1979 : Tatort (serie TV), episodio Gefährliche Träume (también guionista)
- 1981 : Es geht seinen Gang oder Mühlen in unserer Ebene (TV)
- 1982 : Besuch von drüben (TV)
- 1982 : Der Gärtner von Toulouse
- 1986 : Am Morgen meines Todes (TV)
- 1987 : Dies Bildnis ist zum Morden schön (TV)
- 1996 : Der Mann ohne Schatten (serie TV), episodio Der Auftrag
- 1996 : Der Mann ohne Schatten (serie TV), episodio Die Wahrheit wissen nur die Toten
- 1996 : Tresko – Im Visier der Drogenmafia (TV)

### Actor
- 1959 : Ein Mann geht durch die Wand
- 1960 : Am grünen Strand der Spree (miniserie TV, 1 episodio)
- 1961 : Die Zukunft ist fällig
- 1961 : Das Wunder des Malachias
- 1961 : Der Strafverteidiger (TV)
- 1963 : Zweierlei Maß (TV)
- 1963 : Die Nacht der Schrecken (TV)
- 1964 : Der Trojanische Krieg findet nicht statt TV)
- 1965 : Der Drache (TV)
- 1971 : Heißer Sand (TV)
- 1972 : Auf den Spuren der Anarchisten (TV)
- 1976 : Tatort (serie TV), episodio Abendstern
- 1985 : Polizeiinspektion 1 (serie TV), episodio Der Wunderheiler
- 1989 : Schweinegeld
- 1990 : Derrick (serie TV), episodio Tossners Ende
- 1992 : Abgetrieben (TV)